# یونس شکرخواه
یونس شکرخواه استاد دانشگاه، روزنامه‌نگار و از متخصصان و مترجمان ایرانیِ دانش ارتباطات است. او را «پدر روزنامه‌نگاری آنلاین ایران» می‌خوانند.

## زندگی
یونس شکرخواه در ۲ تیرِ ۱۳۳۶ در مشهد به دنیا آمد. در مقطع کارشناسی، در رشته‌ی مترجمی زبان انگلیسی، دانشگاه علامه طباطبایی، به تحصیل پرداخت. پس از آن کارشناسی ارشد و دکتری را در رشته‌ی علوم ارتباطات همین دانشگاه ادامه داد. یونس شکرخواه متاهل است و یک فرزند پسر دارد.

## پیشه‌راه حرفه‌ای
شکرخواه از سال ۱۳۶۰، فعالیت حرفه‌ای خود در عرصه‌ی روزنامه‌نگاری را با ترجمه‌ی مقاله‌ای برای روزنامه‌ی اطلاعات آغاز کرد. پایان‌نامه ی دکتری وی، کتابی با عنوان روزنامه‌نگاری سنتی و روزنامه‌نگاری سایبر است که در آن، به بررسی نگرش صاحب‌نظران درباره‌ی آثار فناوری‌های نوین ارتباطی بر آزادی بیان پرداخته و بدین منظور، با ده نفر از اساتید برجسته‌ی ارتباطات جهان نیز مصاحبه کرده است.
در کارنامه وی، دبیری بخش بین‌الملل و عضویت در شورای تیتر کیهان (۱۳۷۷-۱۳۶۱)، عضویت در شورای علمی فصلنامه‌های رسانه و پژوهش‌های ارتباطی و هم‌چنین، ماهنامه‌ی تخصصی صنعت چاپ، عضویت در شورای سردبیری کتاب هفته، سردبیری جام جم آنلاین (۱۳۸۴-۱۳۸۱) و سردبیری همشهری آنلاین (۱۳۹۸-۱۳۸۵) به چشم می‌خورد.
یونس شکرخواه عضو گروه چندرسانه‌ای فرهنگستان هنر جمهوری اسلامی ایران و عضو هیأت مؤسس و هم‌چنین هیأت رئیسه‌ی انجمن ایرانی مطالعات جامعۀ اطلاعاتی بوده است و همچنین، عضو هیأت امنا و عضو شورای علمی مدرسه ملی سینمای ایران است. وی، پس از درگذشت کاظم معتمدنژاد، به ریاست انجمن ایرانی مطالعات جامعۀ اطلاعاتی منصوب شد.
کمیته‌ی علمی همایش روابط عمومی الکترونیک در سال ۱۳۸۶ به اتفاق آراء، تقدیر از یونس شکرخواه را به عنوان استاد پیشگام روابط عمومی الکترونیک، به تصویب رساند و طی مراسمی از او تقدیر کرد. در این مراسم، از تمبر روابط عمومی الکترونیک با تصویر دکتر شکرخواه رونمایی شد و همچنین، کتاب انفجار بزرگ خاموش، مجموعه مقالات منتخب وی درباره روابط عمومی توزیع گردید. 
بزرگداشت یونس شکرخواه به پاس سی سال تلاش رسانه‌ای، روز سه‌شنبه، ۱۶ مهرِ ۹۸، با حضور جمعی از اهالی رسانه و قلم و استادان حوزه‌ی علوم ارتباطات، در فرهنگ‌سرای رسانه برگزار شد.
یونس شکرخواه همچنین، در تاریخ ۲۲ مهرِ ۹۸، عنوان مشاور عالی دبیرکل و مدیر گروه ارتباطات و رسانه‌ی کمیسیون ملی یونسکو را دریافت کرد.

## فعالیت‌های دانشگاهی
یونس شکرخواه در دانشکده‌ی ارتباطات دانشگاه علامه طباطبائی و در مرکز مطالعات و تحقیقات رسانه‌ها تدریس کرده است و هم اکنون، عضو هیأت علمی دانشکدۀ مطالعات جهان در دانشگاه تهران است. او کلاس‌های خود را افزون بر دانشکده، در فضای مجازی و در وبلاگ آموزشی خود به نام دات دنبال می‌کند. دروس نظریه‌های ارتباطات، سایبر ژورنالیسم، تحلیل گفتمان انتقادی، سینما و رسانه‌های بریتانیا و مطالعات فرهنگی توسط وی تدریس می‌شود. شکرخواه از سال ۱۳۸۷ تا ۱۳۹۳به مدت شش سال، ریاست مؤسسۀ مطالعات آمریکای شمالی و اروپا دانشگاه تهران را برعهده داشته است.